# نوجوانی (مجموعه تلویزیونی)
نوجوانی (انگلیسی: Adolescence) یک مجموعهٔ تلویزیونی درام جنایی روان‌شناختی محصول کشور بریتانیا است که توسط جک تورن و استیون گراهام به کارگردانی فیلیپ بارانتینی ساخته شده است. داستان آن حول محور یک دانش‌آموز ۱۳ ساله به نام جیمی میلر است که به دلیل قتل همکلاسی‌اش دستگیر شده است. هر قسمت به‌شکل برداشت بلند فیلم‌برداری شده است.
این مینی‌سریال در ۱۳ مارس ۲۰۲۵ از نتفلیکس پخش شد و به دلیل کارگردانی، نویسندگی، فیلم‌برداری و همچنین فضای داستانی و اجرای بازیگران با تحسین منتقدان مواجه شد. در ۹ آوریل ۲۰۲۵، ددلاین گزارش داد که نتفلیکس و پلن بی انترتینمنت در حال مذاکره دربارهٔ فصل دوم این سریال هستند.

## داستان
در یکی از شهرهای انگلستان، پلیس مسلح به خانه‌ای بصورت ناگهانی وارد شده و جیمی میلر، پسر ۱۳ ساله‌ای را به اتهام قتل همکلاسی‌اش، کِیتی لئونارد، دستگیر می‌کند. جیمی پس از طی مراحل قانونی در ایستگاه پلیس بازداشت شده و برای بازجویی نگه داشته می‌شود و سپس به یک مرکز آموزش امن (secure training center) منتقل می‌شود.
تحقیقات در مدرسهٔ جیمی و گفتگوی یک روان‌شناس جنایی با وی، نشان می‌دهد که او مدت‌ها از طریق شبکه‌های اجتماعی مورد آزار و اذیت قرار می‌گرفته است. سایر دانش‌آموزان، از جمله کِیتی، او را در اینستاگرام هدف قرار داده، به او «زشت» گفته و برچسب «اینسل» زده بودند. این برچسب و توهین‌ها به بخشی از باورهای عمیق جیمی راجع به خودش تبدیل شده و هنگامی که این باورها و دیدگاهش توسط روان‌شناس به چالش کشیده می‌شود، واکنش شدیدی نشان می‌دهد. خانوادهٔ جیمی نیز به‌دلیل قضیه پسرشان با واکنش منفی جامعه مواجه می‌شوند و تلاش می‌کنند با دستگیری و بازداشت او کنار بیایند.

## بازیگران و شخصیت‌ها
- استیون گراهام در نقش ادی میلر
- اون کوپر در نقش جیمی میلر
- اشلی والترز در نقش سرگروهبان لوک باسکومب
- ارین دوهرتی در نقش بریونی آریستون
- فی مارسی در نقش گروهبان میشا فرانک
- کریستین ترمارکو در نقش ماندا میلر
- مارک استنلی در نقش پل بارلو
- کین دیویس در نقش رایان
- جو هارتلی در نقش خانم فنومور
- آملی پیز در نقش لیزا میلر (خواهر جیمی)
- آستین هاینز در نقش فردو
- لیل چاروا در نقش موری
- آلودی گریس واکر در نقش جورجی
- امیلیا هالیدی در نقش کیتی لئونارد

## قسمت‌ها
| شم. | عنوان    | کارگردان        | نویسنده                 | تاریخ انتشار اصلی |
| --- | -------- | --------------- | ----------------------- | ----------------- |
| ۱ | «قسمت ۱» | فیلیپ بارانتینی | جک تورن و استیون گراهام | ۱۳ مارس ۲۰۲۵      |
| بازرس کارآگاه لوک باسکومب و گروهبان کارآگاه میشا فرانک رهبری ورود ناگهانی پلیس به خانهٔ خانوادهٔ میلر را بر عهده دارند. اعضای خانواده شامل پدر خانواده اِدی، مادر خانواده ماندا، دختر خانواده لیزا و پسر ۱۳ ساله خانواده جیمی هستند. پلیس جیمی را به اتهام قتل دستگیر کرده و به ایستگاه پلیس منتقل می‌کند. جیمی که اشک می‌ریزد، خود را فردی بی گناه اعلام می‌کند، اما پس از طی مراحل قانونی، به سلول بازداشت منتقل می‌شود. در همین حین، خانواده‌اش به ایستگاه پلیس می‌رسند. اِدی می‌پذیرد که به‌عنوان «بزرگسال مورد اعتماد» جیمی در کنار او باشد و در زمان تفتیش و بازجویی همراهش بماند. اِدی در خلوت از جیمی می‌پرسد که آیا مرتکب جرم شده است و پس از شنیدن انکار او، باورش می‌کند. بارلو، وکیل تسخیری‌ای که مسئول دفاع از جیمی شده، وارد ایستگاه شده و خانواده را در مورد روند قضایی آگاه می‌کند. او به جیمی توصیه می‌کند که دربارهٔ اتفاقات شب گذشته سکوت کند. اِدی در کنار جیمی حضور دارد در حالی که جمی مجبور به بازرسی کامل بدنی می‌شود. بازپرسان، باسکومب و فرانک، بازجویی رسمی جیمی را آغاز می‌کنند. آن‌ها نشان می‌دهند که جیمی قبلاً در اینستاگرام اظهارنظرهای جنسی صریحی دربارهٔ مدل‌های زن کرده است. سپس از او دربارهٔ کِیتی لئونارد، همکلاسی‌اش که جسدش شب گذشته در یک پارکینگ پیدا شده بود، سؤال می‌کنند. با افزایش شواهد، بارلو پیشنهاد استراحت می‌دهد، اما اِدی اصرار دارد که پسرش چیزی برای پنهان کردن ندارد. باسکومب فیلمی از یک دوربین مداربسته را پخش می‌کند که در آن جیمی در حال حمله با چاقو و قتل کِیتی دیده می‌شود و سپس بازجویی را خاتمه می‌دهد. جیمی و اِدی در اتاق بازجویی گریه می‌کنند؛ اِدی ابتدا از لمس جیمی عقب می‌کشد اما در نهایت او را محکم در آغوش می‌گیرد. |          |                 |                         |                   |
| ۲ | «قسمت ۲» | فیلیپ بارانتینی | جک تورن و استیون گراهام | ۱۳ مارس ۲۰۲۵      |
| سه روز پس از قتل، باسکومب و فرانک به دبیرستان جیمی می‌روند تا با همکلاسی‌های جیمی و کِیتی صحبت کنند و به انگیزهٔ قتل و محل آلت قتاه پی ببرند. پسر باسکومب، آدام، نیز دانش‌آموز همین مدرسه است. مأموران متوجه می‌شوند که معلمان در کنترل و مدیریت دانش‌آموزان ناتوان هستند و جو مدرسه کاملاً متشنج است. اخبار قتل و دستگیری جیمی در مدرسه پخش شده و جید، دوست صمیمی کِیتی، به شدت ناراحت است و از پاسخ دادن به سؤالات مأموران خودداری می‌کند. او بعداً به رایان، دوست جیمی، حمله می‌کند و او را مقصر مرگ کِیتی می‌داند. وقتی مأموران وضعیت رایان را در بهداری بررسی می‌کنند، او ابتدا همکاری می‌کند اما پس از مطرح شدن موضوع چاقو، رفتارش تغییر کرده و سکوت می‌کند. آدام پسر کارگاه باسکومب سپس نزد پدرش می‌آید و توضیح می‌دهد که نوجوانان از ایموجی‌های خاصی برای ارتباط در شبکه‌های اجتماعی استفاده می‌کنند. او فاش می‌کند که کِیتی از این زبان رمزی برای تهمت زدن به جیمی به‌عنوان «اینسل» در اینستاگرام استفاده کرده و عملاً یک کمپین سایبری علیه او راه انداخته بوده است. این موضوع باسکومب و فرانک را نگران می‌کند. در حالی که مأموران قصد دارند دوباره رایان را بازجویی کنند، او از پنجره فرار می‌کند و باسکومب به تعقیب او می‌پردازد. وقتی رایان دستگیر می‌شود، اعتراف می‌کند که چاقویی که جیمی برای قتل استفاده کرده بود، متعلق به او بوده است. رایان به اتهام همدستی در قتل دستگیر می‌شود و مدرسه تعطیل می‌شود. فرانک برای تنظیم اتهامات علیه جیمی می‌رود، در حالی که باسکومب پسرش آدام را از مدرسه برمی‌دارد تا با او وقت بگذراند. در انتهای اپیزود نیز اِدی (پدر جیمی) به محل قتل کِیتی می‌رود و برای او گل می‌گذارد.                                                           |          |                 |                         |                   |
| ۳ | «قسمت ۳» | فیلیپ بارانتینی | جک تورن و استیون گراهام | ۱۳ مارس ۲۰۲۵      |
| هفت ماه پس از قتل، بریونی آریستون، روان‌شناس جنایی، برای تهیهٔ گزارش پیش از دادگاه دربارهٔ سلامت روانی جیمی، با او در بازداشتگاه نوجوانان ملاقات می‌کند. جیمی اخیراً با یکی از هم‌بندی‌هایش درگیر شده و از این موضوع که رایان مدت پیش از دادگاه را در خانه خود به سر می‌برد و بازداشت نیست عصبانی است. بریونی توضیح می‌دهد که وظیفه‌اش ارزیابی درک جیمی از شرایط پرونده است، نه خود پرونده. اما جیمی سعی می‌کند با او نوعی بازی قدرت انجام دهد. روان‌شناس با هدایت ماهرانهٔ گفتگو، جیمی را وادار می‌کند تا دربارهٔ زندگی جنسی‌اش، دیدگاهش نسبت به زنان و نگاهش به خودش صحبت کند. سرانجام، جیمی اعتراف می‌کند که کِیتی یک عکس نیمه‌برهنه از خودش برای یکی از همکلاسی‌ها که روی آن کراش داشته ارسال کرده و آن پسر بدون رضایت کیتی عکس را در مدرسه پخش می‌کند. جیمی می‌گوید در این حین کِیتی به‌شدت آسیب می‌بیند و جیمی سعی کرده از آسیب‌پذیری احساسی او سوءاستفاده کند و با او قرار بگذارد. اما کِیتی او را تحقیر کرده و پس از آن، در اینستاگرام شروع به توهین به او می‌کند. در تمام مدت مصاحبه، رفتار جیمی بین مهربانی و خشم ناگهانی تغییر می‌کند. او ناخواسته به قتل اعتراف می‌کند و با چندین انفجار خشم روان‌شناس را عمیقاً متأثر کرده و می‌ترساند. در پایان، روان‌شناس اعلام می‌کند که این آخرین جلسهٔ آن‌ها است. جیمی با التماس و استیصال از او می‌پرسد که آیا نظرش در رابطه با او مثبت است یا نه، اما روان‌شناس از پاسخ دادن امتناع می‌کند که خشم جیمی را بیشتر برمی‌انگیزد. در نهایت، نگهبان مجبور می‌شود جیمی را از اتاق بیرون بکشند. در انتهای اپیزود روان‌شناس قبل از ترک اتاق، در سکوت گریه می‌کند.                                                                                    |          |                 |                         |                   |
| ۴ | «قسمت ۴» | فیلیپ بارانتینی | جک تورن و استیون گراهام | ۱۳ مارس ۲۰۲۵      |
| سیزده ماه پس از قتل، در حالی که جیمی در انتظار محاکمه است خانوادهٔ میلر سعی می‌کنند زندگی عادی خود را از سر بگیرند. در روز پنجاه‌سالگی پدر جیمی، چند نوجوان با اسپری به روی ون او لغت «متجاوز» را مینوسند و فرار می‌کنند. او قصد دارد برای تغییر جو، همراه با ماندا و دخترش لیزا به سینما برود، اما ابتدا به فروشگاه ابزار فروشی می‌رود تا برای پاکسازی اسپری چاره‌ای پیدا کند. یکی از کارکنان فروشگاه او را می‌شناسد و بصورت ناخوشایندی از جیمی حمایت می‌کند که باعث ناراحتی بیشتر اِدی می‌شود. در بیرون از فروشگاه، اِدی نوجوانانی که روی ونش اسپری کرده بودند را می‌بیند و با عصبانیت به سمت ان‌ها حمله‌ور شده و آن‌ها را تهدید می‌کند. سپس یک قوطی رنگ را با خشم به سمت ون خود می‌پاشد تا آن لغت محو شود. در مسیر بازگشت به خانه، جیمی از بازداشتگاه تماس می‌گیرد و اعلام می‌کند که قصد دارد به جرمش اعتراف کند. اِدی و ماندا در خانه، با واقعیت روبه‌رو شده و خود را مقصر عدم توجه به تأثیر افکار افراطی و رادیکال فضای مجازی بر جیمی می‌دانند. در نهایت، پدر جیمی روی تخت جیمی فرو می‌ریزد و گریه می‌کند. |          |                 |                         |                   |

## تولید
نوجوانی در ابتدا به‌دست استیون گراهام به عنوان پاسخی به افزایش ناگهانی جنایات خشونت‌آمیز با چاقو در بریتانیا، از جمله قتل‌های الیان آندام و ایوا وایت، طراحی شد. او تصمیم گرفت نمایشی خلق کند که انگیزه‌های اعمال خشونت‌آمیز افراطی علیه دختران توسط پسران جوان را کاوش کند و برای این کار با جک تورن، فیلمنامه‌نویس، همکاری کرد. تورن در برنامه هنری Front Row در رادیو بی‌بی‌سی ۴ اظهار داشت که این دو نویسنده می‌خواستند «خشم مردانه را رو در رو بررسی کنند» و تأثیر شخصیت‌های عمومی مانند اندرو تیت بر پسران را مورد کاوش قرار دهند.
خبر ساخت این مجموعه در مارس ۲۰۲۴ با عنوان کاری نوجوانی به نویسندگی جک تورن و استیون گراهام منتشر شد. این مجموعه یک سریال درام جنایی محدود چهار قسمتی است که به سبک واقعی و تک شات روایت می‌شود، فیلیپ بارانتینی عنوان کارگردانی این مجموعه را بر عهده دارد. وارد فیلمز، متریاک پروداکشن و پلن بی انترتینمنت این سریال را برای نتفلیکس تولید کرده‌اند. جو جانسون تهیه‌کننده این مجموعه است و گراهام تورن و بارانتینی در کنار مارک هربرت، امیلی فلر، هانا والترز، جرمی کلینر، دده گاردنر و نینا ولارسکی تهیه‌کنندگان اجرایی هستند.
گراهام، اشلی والترز و ارین دوهرتی در این فیلم ایفای نقش کرده‌اند. فیلمبرداری در ژوئیه سال ۲۰۲۴ در بریتانیا آغاز شد و در حدود اکتبر همان سال به پایان رسید. مکان‌های فیلمبرداری عبارتند از کرکبی جنوبی، ساوت المسال و شفیلد در یورک‌شر.

## انتشار
این سریال در ۱۳ مارس ۲۰۲۵ در شبکه نتفلیکس منتشر شد و با شکستن رکورد سریال مرا یکبار فریب بده به پربیننده‌ترین برنامه تلویزیونی پخش جریانی در بریتانیا در یک هفته تبدیل شد.

## بازخورد
نوجوانی با تحسین گسترده‌ای از سوی منتقدان روبه‌رو شد. در وبگاه جمع‌آوری نقد راتن تومیتوز، به مجموعه نوجوانی بر اساس بررسی‌های ۹۲ منتقد، امتیاز ۹۹٪ و میانگین نمرهٔ ۹٫۴ از ۱۰ داده شده است. اجماع انتقادی این وب‌سایت می‌گوید: «نوجوانانی از لحاظ سبک جسورانه و با بازی‌های خیره‌کننده در تمامی جنبه‌ها، نمونه‌ای بی‌نظیر از داستان‌سرایی تلویزیونی است و تجربه‌ای تأثیرگذار و تکان‌دهنده به مخاطب ارائه می‌دهد که در ذهن باقی می‌ماند.».همچنین وبگاه متاکریتیک که از میانگین وزنی استفاده می‌کند، نمرهٔ ۹۱ از ۱۰۰ را بر اساس ۲۷ بررسی منتقدان خود برای این مجموعه انتخاب کرده است که نشان دهنده «تحسین همگانی» برای این مجموعه است.
لوسی منگان در مقاله‌ای در روزنامه گاردین نوشت که نوجوانی «نزدیک‌ترین چیز به کمال تلویزیونی در دهه‌های اخیر» است و به‌ویژه بازی اوون کوپر و ارین دوهرتی را شایسته تحسین دانست. آنیتا سینگ از دیلی تلگراف این مجموعه را «تماشایی ویرانگر» توصیف کرد و عملکرد بازیگران را «فوق‌العاده» خواند، هرچند اشاره کرد که تکنیک فیلم‌برداری تک‌برداشتی گاهی «مثل یک ترفند» به نظر می‌رسد. با این حال، سوفی بوچر از مجله امپایر از روش فیلم‌برداری پیوسته تمجید کرد و گفت که این «شگفت‌انگیزترین شاهکار تلویزیونی سال» است که به تقویت احساسات روی صفحه نمایش کمک کرده است.

### تأثیرات سیاسی
به گزارش گاردین، این سریال نشان می‌دهد که چگونه دنیای منوسفیر بر پسران نوجوان تأثیر گذاشته است. شخصیت‌های سریال مستقیماً اندرو تیت و جامعهٔ رد پیل را به‌عنوان تأثیرگذاران اصلی بر جیمی و دیگر پسران هم‌سن او نام می‌برند.
آنالیز میدگلی، یکی از اعضای پارلمان بریتانیا، خواستار نمایش این سریال در پارلمان و مدارس شد و ادعا کرد که این کار می‌تواند به مقابله با زن‌ستیزی و خشونت علیه زنان و دختران کمک کند. کی‌یر استارمر، نخست‌وزیر بریتانیا، نیز از این پیشنهاد حمایت کرد و در توییتر نوشت: «به‌عنوان یک پدر، تماشای سریال نوجوانی با پسر و دختر نوجوانم برایم تکان‌دهنده بود.» پس از حمایت استارمر، این سریال به‌طور رایگان در مدارس متوسطهٔ بریتانیا در دسترس قرار گرفت.
در مارس ۲۰۲۵، ایلان ماسک در توییتر نظریه‌ای را مطرح کرد مبنی بر اینکه این سریال به دلیل انتخاب یک بازیگر سفیدپوست برای نقش جیمی، نوعی «تبلیغات ضدسفیدپوستان» است. این نظریه ادعا می‌کرد که سریال بر اساس حوادث چاقوکشی ساوت‌پورت در سال ۲۰۲۴ ساخته شده و نمایش دادن مجرم به‌عنوان یک فرد سفیدپوست یک انتخاب عامدانه برای ارائه تصویری شیطانی از سفیدپوستان بوده است. جک تورن، یکی از نویسندگان سریال در پاسخ به ماسک، ادعای او را «مضحک» خواند و تأکید کرد که این مجموعه تلویزیونی بر اساس هیچ رویداد واقعی‌ای ساخته نشده است.